# Macrosiphoniella szalaymarzsoi
Macrosiphoniella szalaymarzsoi är en insektsart. Macrosiphoniella szalaymarzsoi ingår i släktet Macrosiphoniella och familjen långrörsbladlöss. Inga underarter finns listade i Catalogue of Life.